# 卓越数
在數論中，卓越数是正因數個数是完全数，正因數之和（包括本身）也是完全数的数。
12是最小的卓越数。其正因數有1, 2, 3, 4, 6, 12，正因數個數為6，是一個完全數。而正因數和 = 1 + 2 + 3 + 4 + 6 + 12 = 28，是另一個完全數。
目前已知的卓越数只有二個，分別是12和(2126)(261 − 1)(231 − 1)(219 − 1)(27 − 1)(25 − 1)(23 − 1)  （OEIS數列A081357）.。第二個卓越数共有76位數：
6086555670238378989670371734243169622657830773351885970528324860512791691264
其正因數的個數為(126+1)26 = (27-1)26 = 8128，是第4個完全數
其正因數的和為(2126+1-1)261+31+19+7+5+3 = (2127-1)2126，2127-1是第12個梅森素数，若2n-1是梅森素数，(2n-1)2n-1就是完全數。

## 外部網頁
- K. S. Brown, Sublime Numbers （页面存档备份，存于）